# Ковринское сельское поселение
Ковринское сельское поселение — муниципальное образование в Пролетарском районе Ростовской области.
Административный центр поселения — хутор Коврино.

## Административное устройство
В состав Ковринского сельского поселения входят:
- хутор Коврино;
- хутор Большая Бургуста;
- хутор Малая Бургуста.

## Население
| 2010  | 2012  | 2013  | 2014  | 2015  | 2016  | 2017  |
| ----- | ----- | ----- | ----- | ----- | ----- | ----- |
| 1177  | ↗1179 | ↘1171 | ↘1153 | ↘1138 | ↘1125 | ↘1115 |
| 2018  | 2019  | 2020  | 2021  |       |       |       |
| ↘1093 | ↘1077 | ↗1078 | ↘1073 |       |       |       |